# STS-61-A
STS-61-A var den tjugoandra flygningen i det amerikanska rymdfärjeprogrammet och den nionde i ordningen för rymdfärjan Challenger. Den sköts upp från Pad 39A vid Kennedy Space Center i Florida den 30 oktober 1985. Efter drygt sju dagar i omloppsbana runt jorden återinträdde rymdfärjan i jordens atmosfär och landade vid Edwards Air Force Base i Kalifornien.

## Start och landning
Total rymdfärdstid: 06:21:45:00
Starten skedde klockan 12:00 (EDT) 30 oktober 1985 från Pad 39A vid Kennedy Space Center i Florida.
Landningen skedde klockan 12:45 (PDT) 6 november 1985 vid Edwards Air Force Base i Kalifornien.

## Uppdragets mål
Målet för detta uppdrag som finansierades av Västtyskland var att utföra diverse experiment i SPACELAB D-1.